# Ohlstadt
Ohlstadt är en kommun och ort i Landkreis Garmisch-Partenkirchen i Regierungsbezirk Oberbayern i förbundslandet Bayern i Tyskland.
Kommunen ingår i kommunalförbundet Ohlstadt tillsammans med kommunerna Eschenlohe, Großweil och Schwaigen.